# Phanaeus endymion
Phanaeus endymion là một loài bọ cánh cứng trong họ Bọ hung (Scarabaeidae).